# Полежаев, Константин Матвеевич
Константин Матвеевич Полежаев (18 мая 1835, Енисейск — 4 мая 1907, Санкт-Петербург) — горный инженер и золотопромышленник, при котором стало добываться верховое золото в вершине Витима.

## Биография
Константин Матвеевич Полежаев родом из сибирского города Енисейска. Юность его прошла в атмосфере «золотой лихорадки» 1840-х годов. Получил образование горного инженера-технолога в Петербургском горном институте. Работал на золотоносных приисках Ивана Александровича Григорова, которого в Сибирь отослал строгий отец за брак с крепостной крестьянкой Прасковьей. Отцом Ивана был костромской меценат Александр Григоров (1799—1870), получивший большое состояние от второй жены Александры Васильевны, сестры первооткрывателя сибирских золотых приисков, миллионера и мецената П. В. Голубкова.

### Золотоносные прииски
В 1840-е годы Енисейск становится базой крупного золотопромышленного района. (Смотри также Золотая лихорадка в Сибири).
После женитьбы на дочери Григорова Нине Ивановне (1835—1909) компания приобрела название «Ко Григорова и Полежаева». Иван Григоров передал дела зятю и уехал с семьёй в своё костромское имение. 11 декабря 1881 года в Енисейске открылась первая типография Балакшина, уполномоченного золотопромышленной компании "Григорова и Полежаева", помещавшаяся в деревянном флигеле усадьбы Григорова по Большой (Ленина) улице.
В 1885 году ципиканские прииски Соловьева и Переяславцева, прекратившие свои работы ещё в 1856 году, перешли во владение золотопромышленника К. М. Полежаева. С переходом приисков к Полежаеву, а именно в 1886 году, началось открытие так называемого верхового золота в вершине Витима. В данном случае не было надобности ни снимать слой пустой породы, ни пробивать шахту — золото заключалось в самом верхнем пласте, и такое положение россыпи послужило приманкой, запустившей, хотя и ненадолго, золотую лихорадку. Он арендовал самые продуктивные прииски «Спасский», «Воскресенский», «Сергеевский», «Александровский», «Наркизовский», «Платоновский», «Ново-Мариинский», «Ольгинский», «Титовский» и другие, заменял распоясавшихся старателей новыми работниками, стал применять золотнично-подрядную систему. Прииски отдавались в разработку подрядчикам-золотничкам за плату владельцу по 2,80 рубля с золотника добытого золота. И Полежаев, и второй технолог В. И. Базилевский на этих приисках сильно разбогатели, стали миллионщиками. На рубеже веков К. М. Полежаев считался вторым крупным золотопромышленником Западного Забайкалья после Якова Фризера. В отличие от других предпринимателей он не имел собственных приисков, а вел добычу золота на Ципиканских приисках, арендованных у Е. И. Переяславцевой. После смерти К. М. Полежаева в 1907 году его прииски стал арендовать Э. М. Мейер.

### Санкт-Петербург
Разбогатев на приисках Константин Полежаев вернулся в столицу. В Петербурге Полежаев открыл контору Петербургско-Московского коммерческого банка, где был председателем правления, и образовал акционерные общества «Северо-Енисейские прииски» и «Зауральское горнопромышленное общество». Кроме этого, ему принадлежала большая часть акций Французско-Русского банка. Его компаньоном был известный банкир и благотворитель Гораций Гинцбург. Полежаев владел двумя доходными домами на Васильевском острове и жил в собственном доме № 57 на Большой Морской улице.  В 1890—1900-х годах часть помещений в его доме сдавалось датскому послу Полу Левелерну.
В пригороде Полежаев скупал земли под устройство дачных посёлков. В 1889 у купца П. Г. Курикова приобрёл Лиговское имение. В памятной книге С.-Петербургской губернии за 1905 год упоминается как владелец 1422 десятин земли. Также он владел несколькими крупными поместьями в Минской губернии и в крымском Мисхоре, где впоследствии был построен дворец Дюльбер.

## Семья
У Константина Матвеевича и Анисьи Ивановны было двое детей — сын Борис и дочь Инна.
- Борис Константинович Полежаев (1871, Енисейск — 01.06.1937[2], Бордо, Франция). Окончил Петербургскую первую мужскую гимназию. Получил юридическое образование в Петербурге. Наследовал капитал отца в 1907, став в 37 лет одним из богатейших людей столицы и России. «Женился он на портнихе своей матери, после чего мать перестала пускать его к себе в дом. Особняк его отца на Васильевском острове был одним из самых роскошных в Петербурге, но он никогда никого туда не приглашал. Ещё при жизни отца у Бориса был собственный дом в аристократическом квартале на Большой Морской, и деловые встречи происходили там. После кончины отца Борис переехал на Васильевский остров, а на Большой Морской бывал два-три раза в неделю, где, лежа на отцовском диване, принимал посетителей. <…> Одна из странностей Полежаева состояла в том, что он отказывался пользоваться электричеством, Его комнаты освещались исключительно свечами. К политике он был абсолютно равнодушен и никогда на эту тему не заговаривал. Насколько я могу судить, не интересовали его и коммерческие дела, и он продолжал ими заниматься только потому, что они достались ему от отца...»[3]

Жену Б. К. Полежаева звали Анна Григорьевна Кожина (1875 - 04.02.1935) У них были три дочери: Вера (1901 г.р.), Лидия (1902 г.р.), Нина (1907 г.р.). После революции, в 1920-х Вера и Нина эмигрировали с отцом и матерью в Эстонию при помощи мужа Веры И. И. Окманна. Потом семья переехала в Бордо. Средняя дочь Лидия Борисовна осталась в Петрограде, проживала в доме Полежаева на 9-й линии Васильевского острова, дом 22. Работала помощником бухгалтера на Кондитерской фабрике им. К. Самойловой на Английском проспекте. 7 марта 1935 она была арестована и после суда (обвинение в СОЭ) 31 марта была выслана в Оренбург на 5 лет. Дальнейшая её судьба пока неизвестна.
- Инна Константиновна (1873, Енисейск — 1947, Казань). Первый муж чиновник Черемисинов. Второй муж Пётр Александрович Риттих, младший брат последнего министра земледелия, учёный, физик, член Государственного географического общества, написал ряд научных работ по географии, метеорологии, аэрологии (около 150); член Международной облачной комиссии.  В Макарьевском уезде Риттихи владели 3699 десятинами земли (данные 1914 года). После выхода на пенсию занималась домашним хозяйством. Инна Константиновна проживала с мужем в Ленинграде. В марте 1935 года репрессирована. Выслана с мужем из Ленинграда в Казань на 5 лет. В ноябре этого же года муж был лишен пенсии, после чего попал в клинику с психическим расстройством. За его освобождение из ссылки ходатайствовало Государственное географическое общество. С апреля 1936 находился в психиатрической больнице в ужасающей обстановке, где в мае скончался в страшных мучениях. Инна Риттих работала преподавателем-консультантом по иностранным языкам в Казанском университете. В апреле 1937 — просила ходатайства помполита о пересмотре дела и своем освобождении как высланной по делу мужа.

## Особняк на Большой Морской ул., 57
В 1850—1851 годах архитектор А. К. Кольман перестраивал особняк для купчихи Л. С. Заешниковой. К 1854 году зданием владел некто Овандер. В 1870-х владельцем был коллежский секретарь Виктор Николаевич Стобеус (внук Заешниковой). У Стобеуса в 1880 году особняк приобретает золотопромышленник Константин Матвеевич Полежаев, переехавший в столицу из Енисейска. Для него в 1881 году некоторые перестройки петербургского особняка производил архитектор А. Ф. Красовский, при которых здание приобрело существующий сейчас облик.
Жена Нина Ивановна умерла через два года после мужа. Сын Борис нанял управляющего Иннокентия Матвеевича Булашевича для присмотра за домом на Мойке, а сам поселился в доме на 9-й линии.

## 9-я линия В. О., № 22 (доходный дом)
С 1881 К. М. Полежаев владел также доходным домом №22 на 9-й линии Васильевского острова (дом С. П. Петрова, Е. Г. Адлерберг). С 1905 управляющим домом был Мачихин Алексей Иванович.

## Наследство
К. М. Полежаев скончался 4 мая 1907 года. Похоронен в Свято-Троицкой Сергиевой пустыни.
Всю недвижимость и капитал наследовал сын Борис Константинович Полежаев. Он был директором правления Южно-Русского металлургического общества, председателем правления Международного технико-промышленного общества, членом правления С.-Петербургского частного коммерческого банка.
Борис Константинович с женой Анной Григорьевной и дочерьми (Лидия, Вера и Нина) эмигрировал в Эстонию, а оттуда во французский Лион. «... Но жили они там впроголодь. Лет через семь-восемь умерла жена. Вскоре скончался и Борис Константинович. Дочери работали прислугой в частных домах.»

## Топонимика
- Полежаевский парк в Красносельском районе площадью около 156 га, расположен между Петергофским шоссе и проспектом Маршала Жукова. Включает в себя историческое место — Лиговское имение.
- Полежаевский проезд соединяет пр. Маршала Жукова и ул. Авангардную, проходит по территории Полежаевского парка.